# Петухова, Вера Викторовна
Вера Викторовна Петухова (1874—1942) — филолог, профессор, жительница блокадного Ленинграда.

## Биография
В. В. Петухова родилась в 1874 году в городе Лида Виленской губернии.
В 1895 году Вера Викторовна, окончив историко-филологический факультет на Высших женских (Бестужевских) курсах, стала там преподавать латинский язык до 1916 года.
C 1918 по 1919 год она была приват-доцентом и старшим преподавателем латинского языка Петроградского университета.
С 1924 года она преподавала латинский язык на Высших курсах библиотековедения при Публичной библиотеке, а в 1934-1942 годах была ассистентом по древним языкам на историческом факультете.
Вера Викторовна была жительницей блокадного Ленинграда.
Петухова В. В. умерла в 1942 году в Ленинграде.